# 새노야
세노야(고은 시, 김광희 곡)
세노야 세노야
산과 바다에 우리가 살고
산과 바다에 우리가 가네
세노야 세노야
기쁜 일이면 저 산에 주고
슬픈 일이면 님에게 주네
세노야 세노야
기쁜 일이면 바다에 주고
슬픈 일이면 내가 받네
세노야 산과 바다에
우리가 살고
산과 바다에 우리가 가네
<세노야>는 고은 시인이 어부들이 부르던 노동 요를 가지고 만든 시 에  서울대학교  작곡과 출신 김 광희 가 가사 를 만들어 1970년에 최 양숙  그후  양 희은의 데뷔 앨범 에 수록이 되었고 합창 편곡 가 김규환이 합창 곡으로 편곡 하여 합창곡 으로도 알려져 있다. 

## 참여스텝
- 작시:고은
- 작곡:김광희
- 편곡:김광희
- 합창:김규환